# 세르히오 고이코체아
세르히오 하비에르 고이코체아(Sergio Javier Goycochea, 1963년 10월 17일 ~ )은 아르헨티나의 전 축구선수로 현역 시절 포지션은 골키퍼였다.
1979년 데펜소레스 유니도스에 입단하여 선수생활을 시작하였으나, 그해 단 한경기도 출전하지 못했다. 결국 1982년 리버 플레이트로 이적하여 네리 품피도와 한솥밥을 먹게 되나, 품피도에 거의 밀려 백업으로 출전하였으며 좋은활약을 보였으나, 1988년 미요나리오스 FC에 입단하여 좋은 활약을 보여 1990년 FIFA 월드컵 대표팀에 뽑혀 월드컵에 출전하였다. 그는 품피도에 밀려 카메룬과의 경기에서 벤치를 지켜야 했다. 그러나 품피도가 소비에트 연방과의 경기에서 무릎 부상을 당하여 후반 교체 출전 하였으며, 뛰어난 활약을 보여주며 아르헨티나를 16강까지 진출 시킨 그는, 8강, 4강에서의 승부차기에서의 활약으로 '페널티킥 막는 귀신'이라는 호칭이 붙기도 하였다. 그는 독일 결승전에서도 나름 좋은 활약을 보였으나, 후반 막판 안드레아스 브레메에 페널티킥 골을 허용하여 결승 문턱에서 고배를 마셔 실격패 했다. 월드컵에서의 좋은 활약으로 1991년 라싱 클루브로 이적하였으나, 그의 침체기는 여기서 시작되었다. 그해 고작 35경기에 출전하지 못하였으며, 1994년 FIFA 월드컵에서도 루이스 이슬라스에 골키퍼 자리를 내줘야 했으며, 결국 아르헨티나는 16강에서 루마니아에게 패해 8강 진출이 좌절되었다. 1998년 뉴웰스 올드 보이스에서 선수 생활을 마쳤다.

## 플레이 스타일
185cm라는 골키퍼에 크지 않은 체구였지만, 유독 페널티킥 선방에 일가견이 있는 골키퍼였다.